# ایوان دودیچ
ایوان دودیچ (صربی: Ivan Dudić؛ زادهٔ ۱۳ فوریهٔ ۱۹۷۷) بازیکن فوتبال اهل صربستان بود.
از باشگاه‌هایی که در آن بازی کرده‌است می‌توان به باشگاه فوتبال ستاره سرخ بلگراد، باشگاه فوتبال بنفیکا، باشگاه فوتبال اسپورتینگ، باشگاه فوتبال اویپشت، و باشگاه فوتبال راد اشاره کرد.
وی همچنین در تیم ملی فوتبال صربستان و مونته‌نگرو بازی کرده‌است.